# Pla del Tro

El Pla del Tro, respecte del terme d'Abella de la Conca

El Pla del Tro és una plana a cavall dels termes municipals d'Abella de la Conca i de Conca de Dalt (antic terme d'Hortoneda de la Conca, al Pallars Jussà).
Està situada al vessant meridional de la Serra de Boumort, a la vall de Carreu, al nord-oest d'aquest antic poble. És a prop del límit nord-occidental del terme d'Abella de la Conca. El límit sud-occidental del pla és el Serrat del Pla del Tro, i el nord-est, el Serrat del Roure.
En el Pla del Tro hi ha la casa del mateix nom, i hi passava un camí de muntanya que des de Carreu menava a la zona de Pessonada. Al sector nord-est del pla hi ha els Camps de Pla del Tro. Tancant el pla, també al nord-est, hi ha el coster dels contraforts de la Serra de Boumort, denominades en aquest lloc Solanes del Pla del Tro. A llevant, davallant cap al barranc de la Malallau, hi ha el paratge de les Passades.
L'accés al Pla del Tro és a través del Camí del Pla del Tro, que arrenca del Camí de Carreu a ponent de l'antic poble de Carreu.

## Etimologia
Es tracta d'un topònim de caràcter descriptiu. Aquest pla de muntanya és un lloc on sovintegen les tempestes, que solen anar acompanyades d'aparell elèctric i sonor.